# Djupekologi
Djupekologi är en inriktning inom ekosofi som betonar att människan är en integrerad del i ekosystemet. Detta leder fram till etiska regler för människans uppträdande. Djupekologins har ofta fokus på biologisk mångfald och biocentrism. Den är känd för att utifrån ekologiska perspektiv rikta olika slags kritik mot bland annat industrialism, antropocentrism, konsumtionssamhällen, globalisering och överbefolkning. 

## Historia
Djupekologin fick sin definition av Arne Næss på 1970-talet. Han skapade en så kallad ekosofi - inte bara ekologi utan även en filosofi. Den bygger på Henry David Thoreaus syn på naturen som något som har ett värde i sig - för sin egen skull. 
Næss, som myntade uttrycket, vill ha en jämlikhetsprincip mellan natur och människa. Detta för att förändra människans medvetenhet om hur vi är kopplade till naturen. Vi är inte skilda från naturen, utan naturen och människan är avhängiga varandra.
Andra viktiga personer inom djupekologin är Aldo Leopold, Bill Devall, Pentti Linkola, Savitri Devi, George Sessions och Leslie White.
Inspirationen kommer från bland annat buddhism och hinduism och begreppet ahimsa. Idag är djupekologin mycket kopplad till filosofin inom buddhism och ekologin, och exempelvis var Savitri Devi starkt präglad av österländska visdomsläror.

## Tankesätt
Det är ett biocentriskt tänkande, det vill säga djupekologerna menar att allt levande har lika värde. Livet ska levas med enkla medel men med rikt mål. De ser tanke och handling som ett och samma.
Enligt djupekologi går det inte att vara objektiv, man präglar alltid allting genom subjektet, vad vi väljer att ta upp, formuleringar och vinklingar och hur objektiva vi än söker vara.

### Grundelement
1. Allt har ett inneboende värde i sig som är oberoende av människan
2. Allt har rätt att förverkliga dessa värden
3. Människan måste sänka levnadsstandarden radikalt för att kunna uppfylla 1 och 2
4. Vi måste ändra politiken och strukturer i grunden för att klara 1 och 2
5. Livskvalitet är viktigare än materiell standard

## Kritik
Socialekologen Murray Bookchin menar att djupekologer inte inser människans potential att lösa miljöproblem.